# ブセビドフ島
ブセビドフ島（ブセビドフとう、アレウト語: Uyagax）とは、アリューシャン列島フォックス諸島を構成する一つの島である。

## 地理
ウムナック島の南東に位置する島で無人島で、小さな湾がある。島の周囲は岩礁となっている。.